# Mastigoproctus perditus
Espèce
Mastigoproctus perditus est une espèce d'uropyges de la famille des Thelyphonidae.

## Distribution
Cette espèce est endémique du Mato Grosso au Brésil.

## Publication originale
- Mello-Leitão, 1931 : Pedipalpos do Brasil e algumas notas sobre a Ordem. Arquivos do Museum Nacional, Rio de Janeiro, vol. 33, p. 7–72.